# フィギュア・オブ・エイト
フィギュア・オブ・エイト（Figure Of Eight）は、1989年にポール・マッカートニーが発表した楽曲、及び同曲を収録したシングル。

## 解説
アルバム『フラワーズ・イン・ザ・ダート』からのシングル・カット。
『フラワーズ・イン・ザ・ダート』に収録されたバージョンと、シングルカットされたバージョンは別録音のため異なる。

アルバムに収録されているバージョンは、クリス・ウィットンのドラムをバックにし、ポールがボーカルとベースを同時録音したが、ベースのミスが多く、ベースは後で録音し直された。

シングル・バージョンはアルバムからのシングル発売決定を受け、新たにシングル用に録音された。

## 収録曲
7インチ シングル
- フィギュア・オブ・エイト(シングル・ヴァージョン)(7"エディット) - Figure Of Eight (single version(7" edit))
- 太陽はどこへ? - Ou Est Le Soleil  (7" mix)

12インチ シングル
- フィギュア・オブ・エイト(シングル・ヴァージョン)(フル・レングス) - Figure Of Eight (single version(full length))
- ディス・ワン - This One (club lovejoy mix)

12インチ シングル
- フィギュア・オブ・エイト(シングル・ヴァージョン)(フル・レングス) - Figure Of Eight (single version(full length))
- 太陽はどこへ? - Ou Est Le Soleil (12" mix)
- 太陽はどこへ? - Ou Est Le Soleil (tub dub mix)

12インチ シングル（エッチド・ディスク）
- フィギュア・オブ・エイト(シングル・ヴァージョン)(フル・レングス) - Figure Of Eight (single version(full length))
- 太陽はどこへ? - Ou Est Le Soleil  (7" mix)

CD シングル
- フィギュア・オブ・エイト(シングル・ヴァージョン)(7"エディット) - Figure Of Eight (single version(7" edit))
- ザ・ロング・アンド・ワインディング・ロード(ビデオ・ヴァージョン) - The Long And Winding Road (video version)
- ラヴリエスト・シングLoveliest Thing

CD シングル(3inch) 
- フィギュア・オブ・エイト(シングル・ヴァージョン)(フル・レングス) - Figure Of Eight (single version(full length))
- ラフ・ライド(ビデオ・ヴァージョン) - Rough Ride (video version)
- 太陽はどこへ?(ミックス) - Ou Est Le Soleil (7inch mix)